# Go my way (矢井田瞳の曲)
「Go my way」（ゴー マイ ウェイ）は、2006年3月15日に発売された矢井田瞳14枚目のシングル。発売元は青空レコード。東芝EMIとの契約終了後、青空レコード復帰初のシングルとなる。

## タイアップ
「Go my way」は日本コカ・コーラ「新・爽健美茶」CMソング。このCMではサビ最後の歌詞を（CDでは「霧がたちこめていても」の部分）「叶えるわ Power my beauty」に替えて歌われた。着うたで先行発売。

## ミュージック・ビデオ
ミュージック・ビデオに岡田義徳と兼田カロリナが出演。
内容は、とある住宅街の道路を歩いていた男（岡田）に、前から走ってきた女（兼田）がすれ違いざまにぶつかり、そのはずみで男が倒れ、女の身に着けていたネックレスを落とすところから始まる。女は何故か様々な職業の集団に追われており、男は女が落としたネックレスを拾い、集団と共に女を走り追いかけ始める。その間矢井田は、とある広場の花壇でギターを手に歌っている。集団は東京都八王子市の日暮歩道橋、町田市の鶴川団地セントラル商店街など街中を走り抜ける。何故かその様子を見ていた人々も加わり、追いかける集団は雪だるま式に数を増していき、Cメロに入る頃には全員が矢井田の歌う広場に行きつく。最後の大サビでは、歌う矢井田を取り囲んで集団全員が無表情でユニークなダンスを踊り、決めポーズをする。
このミュージック・ビデオは、同年発売アルバム『IT'S A NEW DAY』の初回限定盤DVDに収録。その後、2009年発売の矢井田のベスト盤MV集『HITOMI YAIDA MUSIC VIDEO COLLECTION』にも収録。

## 収録曲
（全作詞・作曲：矢井田瞳／編曲：矢井田瞳・村田昭）
1. Go my way（4:42）
2. キッチン（3:48）

## 収録アルバム
- IT'S A NEW DAY (#1,2)
- THE BEST OF HITOMI YAIDA (#1,2)

## カバー
音楽ゲームに収録されているが、どちらともカバーであり、矢井田の歌唱ではない。
- GuitarFreaksV3&DrumManiaV3（斉藤由佳）
- 燃えろ!熱血リズム魂 押忍!闘え!応援団2 （川島亜矢子）